# Даймонд, Майкл
Ма́йкл Да́ймонд OAM (англ. Michael Diamond) — австралийский стрелок, двукратный олимпийский чемпион, чемпион мира.

## Спортивная карьера
Дебют на Олимпийских играх для Майкла Даймонда состоялся в 1992 году на Играх в Барселоне. Занимая после первого раунда пятое место, Даймонд очень неудачно выступил в полуфинале и откатился на 11 место, не попав в финал.
К Олимпийским играм 1996 года Майкл подошёл в роли одного из главных претендентов на победу в дисциплине трап. Поразив в квалификации и финале 149 мишеней из 150, Даймонд не оставил никаких шансов своим соперникам и впервые стал олимпийским чемпионом.
В 2000 году на летних Олимпийских играх в Сиднее Даймонд принял решение поучаствовать также в соревнованиях по дубль-трапу. В своей же коронной дисциплине трап Майкл вновь оказался вне конкуренции, опередив ближайшего преследователя на 5 очков и став двукратным олимпийским чемпионом. В дубль-трапе Даймонд не смог показать хороший результат, оставшись лишь 9-м.
Участие в Олимпийских играх 2004 года долгое время оставалось под вопросом. Для попадания в олимпийскую сборную требовалось пройти национальный отбор, но Майкл не смог в нём принять участие. Причиной послужил запрет на использование огнестрельного оружия из-за инцидента между Даймондом и его подругой, когда спортсмен стал угрожать ей винтовкой. Но по специальному решению национальной федерации стрельбы он был включен в состав сборной, отправляющейся на игры. На самой Олимпиаде Даймонд не смог показать свою лучшую стрельбу и остался за бортом финала, закончив выступление на 8-м месте.
В Пекине на своих пятых Олимпийских играх Даймонд всерьёз рассчитывал выиграть очередную медаль в трапе. Но уже, начиная с квалификации, дела у Даймонда не задались. Лишь по итогам перестрелки австралиец сумел преодолеть квалификацию и попасть в финал. Там он выступил более уверенно, поразив 23 мишени из 25 возможных. По итогам квалификации и финала у Даймонда набралось 142 очка, столько же оказалось у россиянина Алексея Алипова. На третьем выстреле Даймонд не смог попасть в тарелочку, а Алипов был точен и бронзовая медаль досталась россиянину.